# Enquête nationale sur le logement
Pour les articles homonymes, voir ENL.
L'enquête nationale sur le logement (ENL), réalisée par l'INSEE depuis 1955 tous les 3 à 6 ans, a pour principal objectif d'étudier l'état et la structure du parc de logements en France et les conditions d'occupation par les ménages de leur résidence principale. Les thématiques relatives aux conditions de logement des ménages en logement ordinaire y sont abordées de manière particulièrement détaillée.

## Description
En 2006, l'enquête a porté sur 43 000 logements (uniquement résidences principales) en métropole et en outre-mer. Des questions nouvelles ont été ajoutées en 2006 : qualité d'usage du logement, dispositifs de défiscalisation, utilisation d'énergies propres, performance de l'installation de chauffage, existence de procédures de recouvrement en cas d'impayés de loyer, vente des logements HLM à leurs occupants.
Thème abordés en 2006 :
- caractéristiques physiques du parc de logements (taille, confort sanitaire, chauffage, dépendances) ;
- qualité de l'habitat : état du logement et de l'immeuble, bruit, exposition, localisation, environnement, voisinage, sécurité, qualité des équipements existants (installation de chauffage), utilisation d'énergies propres ;
- modalités juridiques d'occupation du logement (forme et origine de la propriété, législation sur les loyers, aides de l'État) ;
- difficultés d'accès au logement, solvabilité des ménages, fonctionnement des rapports locatifs ;
- dépenses associées au logement (loyers, charges locatives ou de copropriété, prix et financement des logements achetés récemment, remboursements d'emprunt des accédants, travaux) et aides dont bénéficient les occupants ;
- ressources perçues par les différents membres du ménage ;
- patrimoine en logement des ménages ;
- mobilité résidentielle des ménages, opinion des ménages à l'égard de leur logement et désir éventuel d'en changer ;
- situations inhabituelles d'hébergement d'individus au sein du ménage ;
- enfants de la personne de référence et/ou de son conjoint qui vivent hors du domicile parental.

## Liste des enquêtes réalisées
Des enquêtes ont été réalisées en 1955, 1961, 1963, 1967, 1970, 1973, 1978, 1984, 1988, 1992, 1996, 2002, 2006 et 2013.
La dernière enquête a été confiée à l'Ipsos, devant l'irrégularité des précédentes enquêtes et a été réalisée en 2019-2021 et la publication est prévue début 2022.

### Biographie
- Pierrette Briant, Nathalie Donzeau, Maryse Marpsat, Claudine Pirus et Catherine Rougerie, Le dispositif statistique de l’Insee dans le domaine du logement, INSEE, mars 2010, 179 p. (lire en ligne) [PDF]
- Jacques Friggit, Les ménages et leurs logements depuis 1955 et 1970 : Quelques résultats sur longue période extraits des enquêtes logement, CGEDD, août 2010, 21 p. (lire en ligne) [PDF]